# 가공
가공(加工, processing)은 다른 사람의 동산에 노력을 가하여 새로운 물건을 만들어 내는 것을 말하는 제조업 용어이다. 이를테면, 우유를 치즈로 만드는 것을 들 수 있다. 현대사회는 공업의 발달로 수많은 물건이 가공되어 생산되고 있다. 가공기술 역시 과학의 발전으로 첨단 고도 정밀화 추세에 있다.

## 같이 보기
- 가공식품
- 가공업